# Twoja Wizja
Twoja Wizja – polska stacja telewizyjna. Rozpoczęła działalność 1 kwietnia 1998 roku. Kanał był dostępny na platformie cyfrowej Wizja TV. Kanał prezentował ofertę programową wszystkich kanałów dostępnych na platformie Wizja TV oraz okazjonalnie transmisje sportowe.
Twoja Wizja zakończyła nadawanie 18 września 1999 roku, a w jej miejscu został uruchomiony sportowy kanał Wizja Sport.